# على سهل
«على سهل» (بالإنجليزية: On a Plain)‏ هي أغنية لفرقة الروك الأمركية نيرفانا. وهي الأغنية الحادية عشر من ألبوم الإستديو الثاني للفرقة نيفرمايند الذي صدر عام 1991، بالإضافة لذلك فقد تم إصدارها بشكل محدود كأغنية مفردة ترويجية.

## تاريخ
قام كيرت كوبين بكتابة الأغنية في عام 1990. تم تسجيل الإستديو للأغنية لأول مرة بتاريخ 1 يناير 1991 من قبل كريغ مونتغومري في سياتل، بواشنطن. تم تأديتها لأول مرة على الهواء في 29 مايو 1991 بلوس أنجلوس، كاليفورنيا.
سُجلت «على سهل» من أجل نيفرمايند في مايو أو يونيو من عام 1991 من قبل بوتش فيغ في شمال هوليوود. تم إصدارها كأغنية مفردة ترويجية للفرقة في صيف عام 1992، وحققت نجاح معتدل.
تم تسجيل نسخة صوتية خلال الإعداد لإم تي في انبلجد في 18 نوفمبر 1993. وتظهر هذه النسخة الصوتية في ألبوم الفرقة إم تي في انبلجد إن نيويورك الذي صدر في نوفمبر 1994. يشارك لوري غولدستون في العزف على التشيلو.